# Montaigut-le-Blanc (Creuse)
Montaigut-le-Blanc is een gemeente in het Franse departement Creuse (regio Nouvelle-Aquitaine) en telt 396 inwoners (1999). De plaats maakt deel uit van het arrondissement Guéret.

## Geografie
De oppervlakte van Montaigut-le-Blanc bedraagt 17,2 km², de bevolkingsdichtheid is 23,0 inwoners per km².

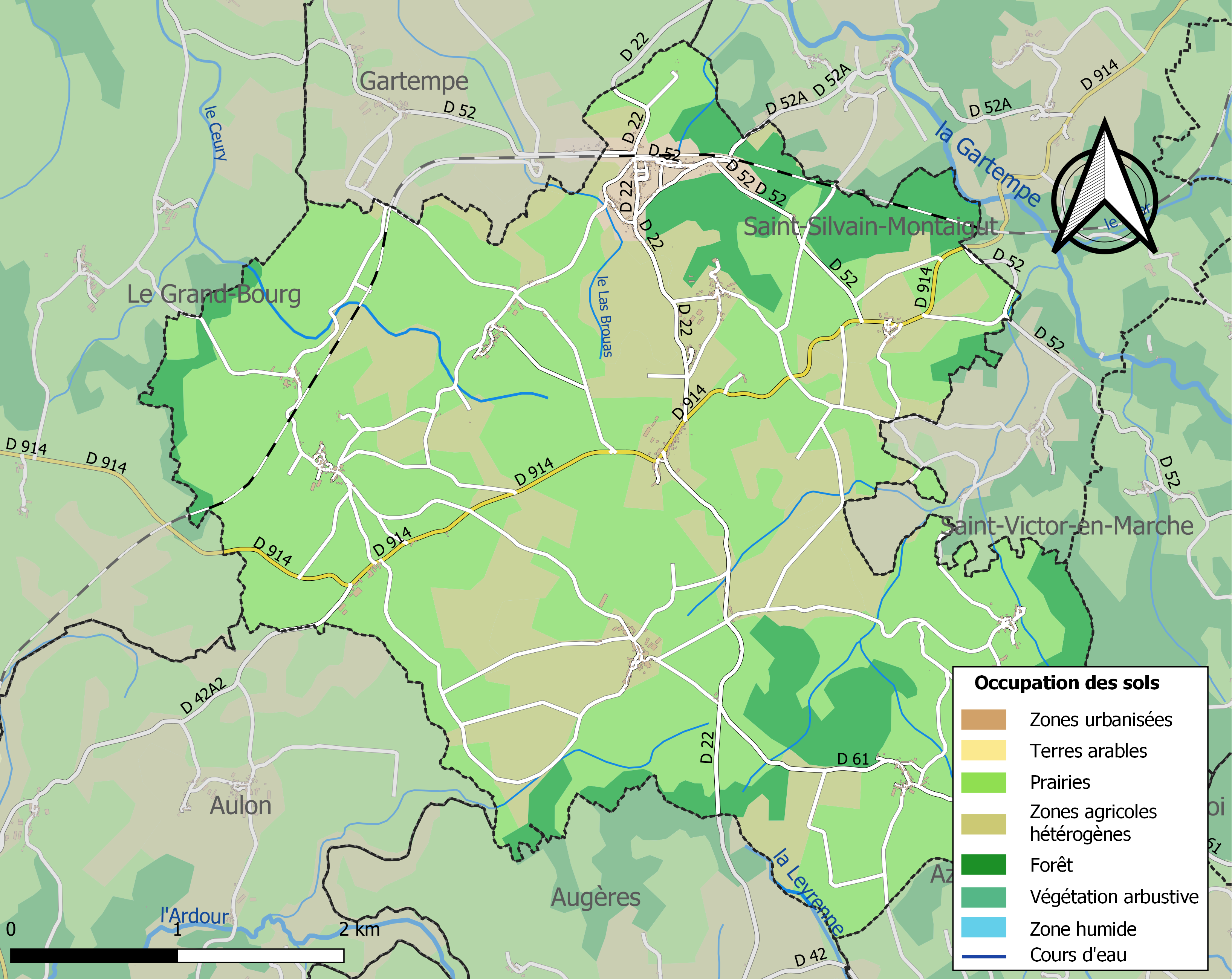
Kaart van de gemeente met de belangrijkste infrastructuur, bodemgebruik en omliggende gemeenten

## Verkeer
In de gemeente ligt de spoorweghalte Montaigut.

## Demografie
Onderstaande figuur toont het verloop van het inwonertal (bron: INSEE-tellingen).